# Rewilding
Rewilding (af engl.) er en økosystem-genopretningstilgang og betegnelse for processen at genforvilde et økosystem til at indeholde elementer karakteriseret ved vilde økosystemer. Den process indeholder faktorer der minimerer menneskers udtagninger eller tilførelser i økosystemet samt faktorer der maksimerer naturlige processer og den økologiske integritet, herunder spredningsmuligheder, naturlige forstyrrelser og kompleksitet i samfundet af store dyr . Trofisk rewilding sigter efter at øge økologisk integritet ved at genudsætte store arter for at genetablere trofiske interaktioner i økosystemet, der kan fremme en højere grad af selvregulerede økosystemer .